# Family Life (pel·lícula britànica de 1971)
Family Life és un film britànic del 1971 dirigit per Ken Loach amb un guió de David Mercer. És un remake de In Two Minds, un episodi de la sèrie de la BBC Wednesday Play que va ser emesa el març del 1967, també amb guió de Mercer i dirigida per Loach.

## Trama
Janice viu amb els pares conservadors i de classe treballadora. Ells, que no entenen el seu comportament rebel, experimenten una gran commoció quan es queda embarassada. En un moment en què l'embaràs no desitjat es considerava vergonyós, insisteixen que avorti, però això té terribles efectes emocionals i mentals per a ella. Contínuament la retreuen pel seu comportament, fins i tot quan la visiten a l'hospital.

## Repartiment principal
- Sandy Ratcliff: Janice Baildon
- Bill Dean: Mr. Baildon
- Grace Cave: Mrs. Baildon
- Malcolm Tierney: Tim
- Hilary Martyn: Barbara Baildon
- Michael Riddal: Dr.Donaldson
- Alan MacNaughtan: Mr. Caswell
- Johnny Gee: Home al jardí

## Producció

### Desenvolupament i escriptura
A Tony Garnett l'interessava el treball del psiquiatre RD Laing, ja que un membre de la seva família patia una malaltia mental. Va fer que David Mercer escrigués un guió. Va donar lloc a l'obra Two Minds, inspirada en la història de Julie, un cas del llibre de Laing The Divided Self. "M'he lamentat més tard que es pogués veure com un boc expiatori de la mare", va escriure Garnett. Garnett volia que Roy Battersby dirigís, però no estava disponible, així que va anar amb Ken Loach.
La producció va ser un èxit, però Garnett va dir que l'experiència d'un membre de la seva família amb la professió psiquiàtrica "continuava molestant-me", així que va decidir convertir-la en una pel·lícula. Mercer es va mostrar reticent, ja que "pensava que la pel·lícula ja havia estat feta", però finalment va cedir. Garnett diu que Loach "no li veia el sentit, però era més fàcil de convèncer. Els directors sempre volen treballar al cinema".
"És l'únic tema en què he insistit dues vegades, per raons personals", va dir Garnett. "Va ser molt important per a mi, fer-ho amb una dona a la meva vida i en un moment dolorós. Encara que no necessàriament era una cosa sensata, era gairebé una obsessió per a mi intentar entendre què havia passat".
Garnett va afirmar que "el guió de Mercer no era prou adequat. Va ser mandrós, potser perquè no n'estava prou convençut. Volia treballar-hi més amb ell. Ell estava en vaga i no volia que jo reescrigués el guió. No teníem una base del projecte gaire segura. Probablement va ser culpa meva per haver-lo pressionat". No obstant això, el productor va dir que Loach va millorar la pel·lícula: "feia la sensació que assistíem a la vida d'unes persones en lloc d'actors que actuaven".

### Finançament
La meitat del pressupost va ser aportada per la National Film Finance Corporation, que havia finançat el guió, l'altra meitat per Nat Cohen i Anglo-EMI. Garnett va escriure que quan va presentar el projecte a Cohen, el productor va resumir la història com "Així, una noia boja va a un hospital psiquiàtric i es torna boja. Un final infeliç. Sense rialles, sense sexe". Aleshores va dir: "Tu, Ken i jo podríem guanyar molts diners, ja ho saps. Si no fóssiu una colla de punyeters comunistes". Encara que Garnett i Loach van voler que una actriu desconeguda fos la protagonista, Cohen va donar els diners.

### Càsting
Repartiment mixt de professionals amb amateurs. La mare era interpretada per una mestressa de casa dels suburbis i el psiquiatre per un psiquiatre real. Els canvis respecte a l'original van incloure la introducció d'un personatge psiquiatre i un xicot per la protagonista.

### Rodatge
Hi va haver enfrontaments durant el rodatge, perquè Mercer volia que el seu guió es seguís al peu de la lletra mentre Loach va fomentar la improvisació.

### Conseqüències
Durant l'edició, Loach va patir un accident de cotxe on va morir el fill de cinc anys i la sogra

## Estrena
La pel·lícula es va projectar al Festival de Cinema de Nova York el 3 d'octubre de 1972.
Taquilla
Segons Loach, la pel·lícula va obtenir un "benefici discret". No obstant això, Garnett va dir que "hi va guanyar molt poc, com havia predit Nat, encara que un temps després va admetre que es va estrenar i es va comercialitzar malament. No crec que ningú sabés com vendre-la ni de què es tractava realment. "La pel·lícula va tenir molt èxit a França, on les teories de Laing eren molt conegudes. El biògraf de Loach diu que la pel·lícula va ser un fracàs comercial i li va impedir fer un llargmetratge durant diversos anys.
Recepció crítica
L'Evening Standard va qualificar d'"extraordinari". Pauline Kael va escriure "Hi ha unes quantes actuacions sorprenents en les simulacions d'imatges documentals. Tanmateix, si no us convencen les teories de Laing, potser us impacienteu molt".
Variety la va qualificar de "pertorbadora i provocadora".

## Premis
Va guanyar
- Festival Internacional de Cinema de Berlín 1972 :
  - Premi FIPRESCI – Fòrum del Nou Film: Ken Loach
  - Premi Interfilm – Fòrum del Nou Cinema: Ken Loach
  - Premi OCIC – Fòrum del Nou Film
- Sindicat Francès de Crítics de Cinema 1974:
  - Premi de la Crítica - Millor pel·lícula estrangera
- Festival de cinema de Sydney 2003:
  - Premi del públic - Millor llargmetratge de ficció.

Nominada
- Premis BAFTA 1973:
  - Premi de l'ONU - Millor pel·lícula